# Манастир Зрзе
Манастир Зрзе се налази изнад села Зрзе у Северној Македонији, 34 km северозападно од Прилепа, на 1.000 метара надморске висине у подножју планинског венца Даутица. Манастир се налази на стратешком месту, на југоистоку се простире Пелагонија, на северу област Азот и на северозападу Порече.
Манастир је посвећен светим апостолима Петру и Павлу. Обнављан је неколико пута, фреске у манастирима су очуване само у фрагментима, сматра се да су насликане у 14. веку и да поседују изузетну уметничку вредност.

## Историја
Бројни остаци античких стубова, базилика говоре о богатој културној традицији на овом подручју. Манастир је окружен прелепом природом. Овај манастир се састоји од неколико средњовековних цркава под истим кровом - Црква Светог Преображења, Црква Светог Петра и Павла, Капела Светог Ђорђа и Николе, а ту су и остаци ранохришћанске базилике из 4. или 5. века. Све ове сакралне грађевине сведоци су и чувари културе и традиције читаве регије. Испод манастирског комплекса налазе се монашке ћелије, чији велики број сведочи о овом манастиру као значајном религијском центру и богатом духовном животу монаха који су припадали високим редовима. Манастир Светог Преображења је подигнут средином 14. века, за време владавине српског цара Душана, "трудом и подвигом" монаха Германа. У то време православна митрополија била је у Прилепу, са митрополитом Јованом на челу, а он и његов брат Макарије били су чувени зографи, и њима је поверено осликавање унутрашњости манастира Зрза. Фреске тада настале, данас се чувају у фрагментима, а и даље снажно сведоче о предивној визији ових монаха, који су компоновали старо-византијски стил са бојама до тада нетипичним за фрескосликарство, свежим и невиђеним на овим просторима. Својом лепотом и вредношћу посебно се истичу Животодавни Христ изнад самих врата и Пресвета Девица Пелагонитска.
Манастир је напуштен за време султана Бајазита, па је обнављан, а свој данашњи изглед добио је у 17. веку. Око 1400. године манастир су оправили кмет Константин, са синовима Јаковом, Калојаном и Дмитром. Према легенди, и отац и син - и краљ Вукашин и краљевић Марко Мрњавчевић, у овом манастиру правили су своја венчања. Вукашин је оженио Аљену, а Марко - Јелену. Данас се манастирски комплекс састоји из више цркава, спаваонице и неколико помоћних просторија. Сам манастир, али и сликовито сеоце Варош испод њега имају посебан, архаичан и аутентичан изглед због своје јединствене архитектуре: куће и балкони украшени цвећем и баштама, окружени миром, тишином и благошћу.